# Gunpowder, Treason & Plot
Gunpowder, Treason & Plot är en brittisk miniserie som producerades av BBC. Miniserien visades i två avsnitt i mars 2004 på BBC Two. Gunpowder, Treason & Plot skapades och skrevs av Jimmy McGovern och är baserad på krutkonspirationen, som ägde rum i England 1605, där fokus i detta fall ligger på Maria Stuart och hennes son Jakob I av England. Miniserien regisserades av Gillies MacKinnon och spelades in i Rumänien med ett skotskt produktionsteam. McGovern hade tidigare behandlat krutkonspirationen i sin pjäs Traitors, som sändes den 5 november 1990 på BBC2.
Det första avsnittet dramatiseras förhållandet mellan Stuart och hennes make James Hepburn, 4:e earl av Bothwell. Det andra avsnittet handlar främst om kung Jakob och krutkonspirationen.

## Rollista
- Clémence Poésy - Maria Stuart
  - Iona Ruxandra Bratosin - En ung Maria Stuart
- Carmen Ungureanu - Maria av Guise
- Steven Duffy - James Stewart, 1:e earl av Moray
- Kevin McKidd - James Hepburn, 4:e earl av Bothwell
- Tadeusz Pasternak - David Rizzio
- Maria Popistașu - Lady Marie
- Catherine McCormack - Elisabet I av England
- Gary Lewis - John Knox
- Paul Nicholls - Henry Stuart, lord Darnley
- Robert Carlyle - Jakob I av England
- Sira Stampe - Anna av Danmark
- Tim McInnerny - Robert Cecil, 1:e earl av Salisbury
- Emilia Fox - Lady Margaret
- Michael Fassbender - Guy Fawkes
- Richard Coyle - Robert Catesby
- Richard Harrington - Thomas Percy
- Sam Troughton - Thomas Wintour